# 熱列茲諾戈爾斯克區

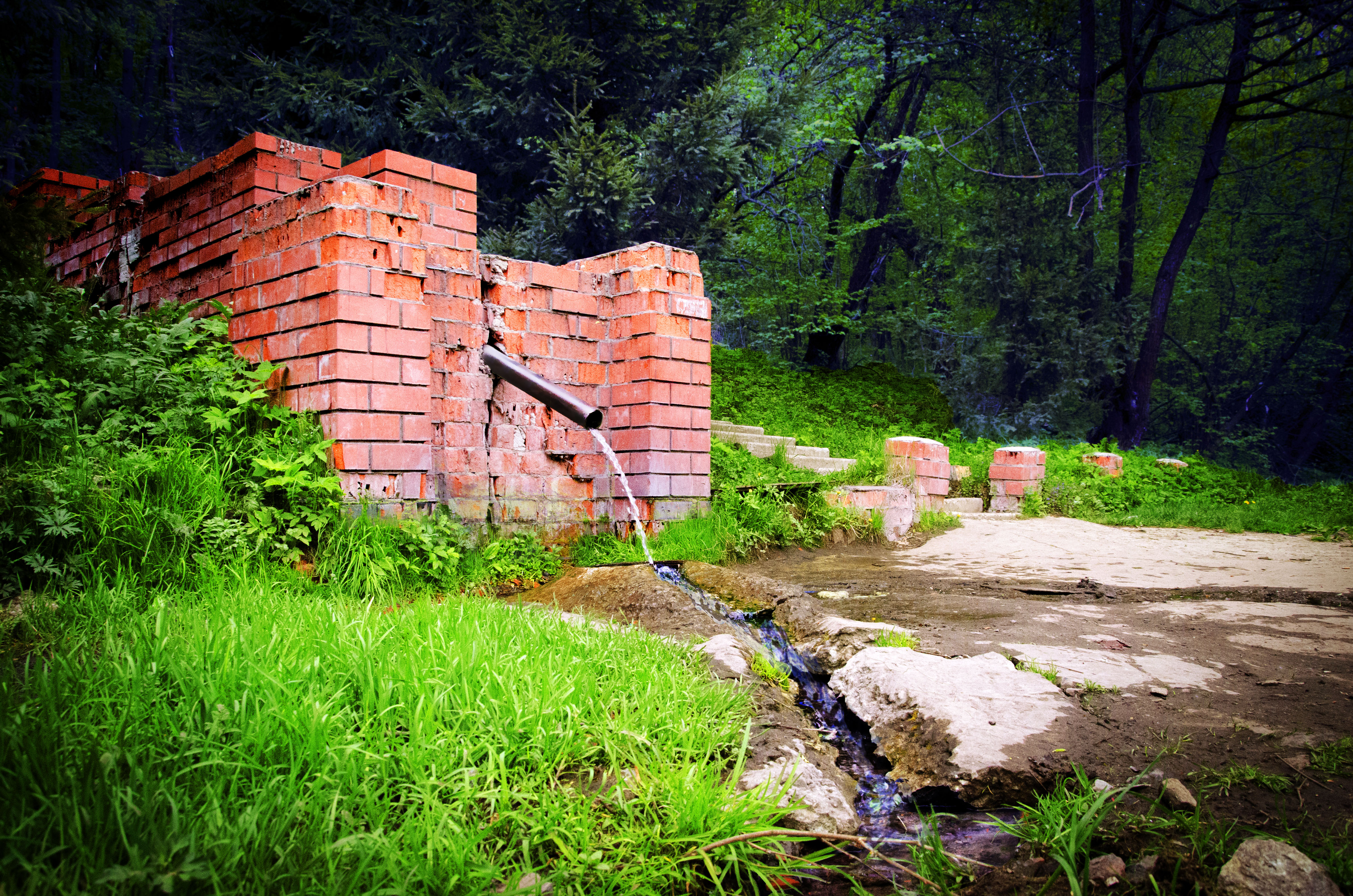

52°20′N 35°22′E / 52.333°N 35.367°E
熱列茲諾戈爾斯克區（俄语：Железногорский район），是俄羅斯的一個區，位於該國西部，由庫爾斯克州負責管轄，面積991平方公里，2010年人口16,289，人口密度每平方公里16.44人。